# MRC 1138-262
MRC 1138-262 (Galaktyka Sieci Pajęczej, ang. Spiderweb Galaxy) – galaktyka nieregularna położona w gwiazdozbiorze Hydry o przesunięciu ku czerwieni 2,156. Galaktyka znajduje się w odległości 10,6 mld lat świetlnych.
MRC 1138-262 zawiera supermasywną czarną dziurę i jest silnym źródłem fal radiowych.